# Abadia de Saint-Michel de Frigolet
L'abadia de Frigolet (en francès: Abbaye Saint-Michel de Frigolet) és un gran complex de monestir premonstratenc al sud de França. Es troba a la comuna territorial de Tarascon, a la regió de la Montagnette, les parròquies de la qual són servides pels canonges del monestir. Originalment estava associat a l'orde de Sant Benet.

## Comunitats
El monestir, dedicat a Sant Miquel, va ser fundat cap al 960 a Frigolet per Conrad I de Borgonya en un dels nombrosos turons que es troben entre Tarascon i Avinyó. Va ser ocupada inicialment per monjos benedictins de l'abadia de Montmajour.
Al segle XII, l'abadia era la llar d'una comunitat de canonges regulars. Un document de 1133 enumera el prior dels canonges com Guillaume de Loubières. D'aquesta època data la capella de la Mare de Déu del Bon Remei. La comunitat canònica agustiniana va durar fins a l'any 1480, quan els canonges van demanar a la Santa Seu la supressió del monestir. Aquesta petició va ser concedida pel papa Sixt IV, moment en què el monestir va ser abandonat. La capella, però, va continuar sent un lloc de pelegrinatge popular.
El 1647, l'orde de Sant Jeroni va rebre possessió del monestir abandonat. Van treballar per restaurar-lo, alhora que ampliaven el conjunt, ampliaven el cor i la sagristia, i erigien una sala capitular. La comunitat no es va quedar gaire, però, i va ser substituïda el 1661 pels agustins descalços. Els frares d'aquest orde van continuar la tasca dels jerònims, però també van fer la pastoral als voltants, donant suport al clergat local.
En el moment de la Revolució Francesa, va ser suprimit i venut per la Primera República Francesa.

## L'Ordre dels Premonstratesos
Després de la Revolució va canviar de mans amb freqüència, finalment adquirida per un sacerdot, Edmund Boulbon, que la va comprar a un altre sacerdot de Cucuron, Toussaint de l'Estrac, que era capellà del convent de Nostra Senyora de la Visitació de Vaucluse, Avinyó.
Edmund Boulbon (nascut el 14 de gener de 1817) va entrar a l'abadia de La Trappe a Bricquebec el 1850, desitjant portar una vida religiosa més dedicada. Seguint el consell dels superiors trapencs, abandonà l'abadia i emprengué la restauració de l'orde de Norbert de Xanten. El 6 de juny, dia de la festa de Sant Norbert, Boulbon va rebre l'hàbit blanc dels premonstratencs de mans del bisbe de Soissons, Paul-Armand de Cardon de Garsignies a l'abadia de Prémontré.
Amb el consentiment de l'arquebisbe d'Ais de Provença, Georges-Claude-Louis-Pie Chalandon, Boulbon va prendre possessió de Frigolet i, després d'haver admès diversos novicis, hi va començar la vida comunitària. Va erigir una església en honor a la Santíssima Mare de Déu, que va ser consagrada solemnement el 6 d'octubre de 1866. El monestir va ser erigit canònicament com a priorat el 28 d'agost de 1868 per decret pontifici, i com a abadia el setembre de 1869, amb Boulbon com a seu primer abat.
El 8 de novembre de 1880, d'acord amb les lleis anticlericals franceses, l'abadia de Frigolet va ser presa i els monjos expulsats. Finalment, però, se'ls va permetre tornar.
Boulbon va morir el 2 de març de 1883. El seu successor, Paulinus Boniface, nomenat abat el 10 de juny de 1883, va desfer per mala administració el treball iniciat per Boulbon. Després d'una visita canònica de l'arquebisbe d'Aix, François Xavier Gouthe-Soulard, Paulinus va ser deposat i la direcció de l'abadia es va confiar a Denis Bonnefoy.
Fins a aquest moment, l'Abadia de Frigolet amb els priorats que havia fundat havia format, per dir-ho així, una congregació separada amb una organització pròpia, sense connexió amb les altres abadies ni amb el Capítol General de l'orde premonstratenc. Aquest estat de coses va ser modificat per un decret de la Cúria Romana, de 17 de setembre de 1898, quan es va incorporar a l'orde la congregació de Frigolet.
Denis Bonnefoy, que va ser nomenat abat el 21 de març de 1899, va morir el 20 de setembre del mateix any. Els canonges de Frigolet van triar llavors per al seu abat Godefroid Madelaine, aleshores prior de "Mondaye Abbey", Calvados, autor de L'histoire de S. Norbert i altres llibres. Sota la seva administració, l'abadia de Frigolet va enviar missioners a Madagascar, i va fundar priorats a Conques i Étoile (ara a Authon, Loir-et-Cher) a França, i a Storrington i Bedworth a Anglaterra. Mentrestant, la República Francesa havia emmarcat noves lleis contra tots els instituts religiosos, i el 5 d'abril de 1903 els canonges, de nou expulsats de la seva abadia, es van refugiar a Bèlgica, a l'abadia Norbertine de Leffe o al priorat de Storrington a Anglaterra.
La comunitat de Leffe va patir greument l'ocupació alemanya durant la Primera Guerra Mundial: alguns van ser assassinats i la resta va ser conduït a un nou exili. Frigolet va ser reocupada pels premonstratencs el 1923 i continua en funcionament, tot i que les comunitats de Leffe i Storrington també van continuar.
L'abat de Frigolet des de l'any 1946 fou Norbert Calmels, més tard distingit com a abat general de l'orde premonstratenc de 1961 a 1981, temps en què participà en el Concili Vaticà II.
Actualment, la comunitat religiosa de Saint-Michel de Frigolet que s'hi troba pertany a l'orde dels Canonges Regulars de Premonstratensia i segueix la regla de Sant Agustí. Els premonstratencs són religiosos actius i contemplatius. Els germans es dediquen principalment a la pregària, però també acullen visitants, convidats de pas, joves i retirats.
Des de setembre de 2016, l'abadia acull una escola catòlica no contractada.
La nit del dijous 14 de juliol del 2022 es va iniciar un incendi al massís forestal de Montagnette pel pas d'un tren, molt probablement responsable de tres incendis. L'abadia, al cor del massís, es va salvar de les flames gràcies al coratge dels bombers in situ i per les incessants gotes de retardants, les petjades dels quals encara es poden veure avui dia a les pedres vermelloses del massís.

## Aprovacions pontifícies
El papa Pius IX va ser favorable a l'abadia de Frigolet mitjançant les següents aprovacions:
- Va aprovar el projecte de restauració del monestir mitjançant una audiència papal concedida al bisbe de Soissons, Paul—Armand de Cardon de Garsignies el 4 de desembre de 1856.
- Va elevar el monestir al rang de priorat fraternal mitjançant la seva butlla Domus Princeps que va signar i certificar notarialment el 28 d'agost de 1868.
- Va elevar l'estatus del priorat al rang d'abadia, proporcionant la creació del seu primer abat mitjançant un escrit papal signat el 6 de juny de 1869, que va nomenar Edmund Boulbon com a primer abat el setembre de 1869.
- Va concedir una coronació canònica a la venerada imatge de "Nostra Senyora del Bon Remei" a través del bisbe de Lo Puèi de Velai, Marc Pierre le Breton el 31 d'agost de 1869. La capella original del segle XII de la imatge mariana va ser reconstruïda amb ornamentació barroca sota la benefactora i el patrocini, de l'antiga reina de França, Anna d'Àustria.
- Atorgada una coronació canònica, assignada a fra Gabriel Mollevaut, a una imatge venerada de sant Josep el 30 de setembre de 1874, avui venerada a la seva pròpia capella dins l'abadia.
- El papa Joan Pau II va emetre un decret pontifici titulat Sacra illa ædes que va elevar una de les seves estructures a l'estatus de basílica menor el 12 de juny de 1984.

## Abats de Frigolet
Llista dels abats de Frigolet des de la restauració de l'orde de Prémontré
1. Edmond Boulbon (16 setembre 1869-18 març 1881), va ser elegit durant l'elevació del priorat al rang d'abadia,[4] després va dimitir.[5] Anteriorment havia estat prior del monestir (1858-1869).[6]
2. Paulin Boniface (11 abril 1881-1893), va ser nomenat per decret pontifici,[5] llavors es va veure obligat a dimitir.[7]
3. Denis-Hubert Bonnefoy (21 març 1899-20 setembre 1899), va ser nomenat per l'Abat General de l'Orde, i va morir en el càrrec.[8]
4. Godefroid Madelaine (10 octubre 1899-1920), va ser elegit pels canonges de l'abadia,[8] després va dimitir.[9]
5. Adrien-Auguste Borelly (15 gener 1920-1928), va ser elegit, després va dimitir per malaltia[9] · .[10]
6. Lén Perrier (1928-1946).[11]
7. Norbert Calmels (9 maig 1946-19 setembre 1962), va ser elegit, després va dimitir després de la seva elecció com a Abat General de l'Orde.[12]
8. Gérard Joseph Raymond (1963-1978), va ser elegit i després va dimitir.[13]
9. Marc Vaillant (1978-1992).
10. Thomas Gilbert Secuianu (14 juny 1992).[14][15]
11. Jean-Charles Leroy: abat actual (en 2023)

El pare Alphonse Pugnière va ser elegit tercer abat el 29 d'octubre de 1898, però va rebutjar la seva elecció.

## Arquitectura

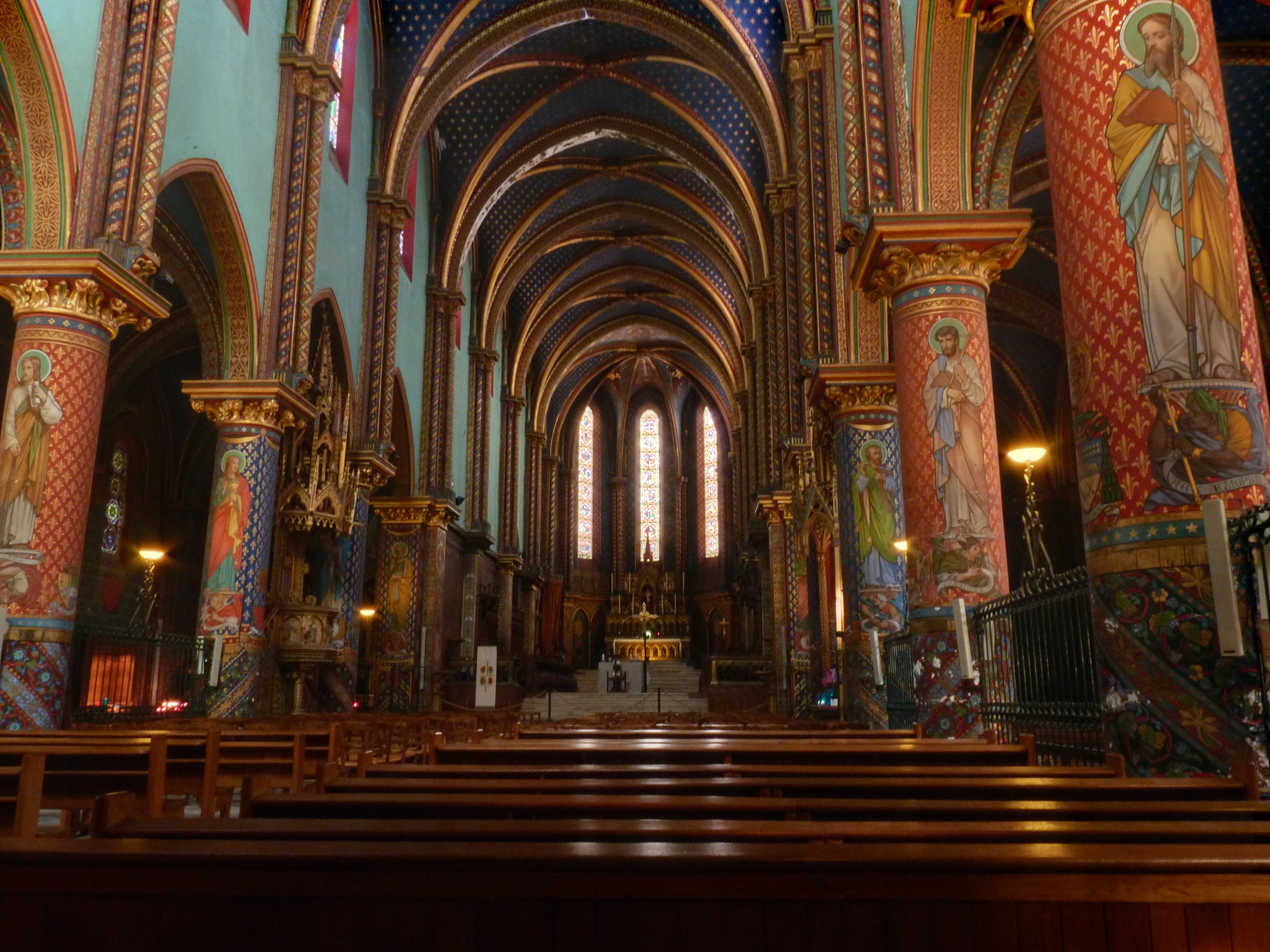
Interior de l'església abacial.

- L'església de Saint-Michel, església romànica, data del s. XII; molt restaurada als s. XIX, es va ampliar per un tram cap a l'oest. L'estructura romànica de la capella del segle XII, Notre-Dame-du-Bon-Remède, s'amaga sota una decoració barroca de fusteria i pintures del s. XVII.
- La basílica de la Immaculada Concepció d'estil neogòtic va ser consagrada el 1866. L'interior de la gran nau està totalment cobert amb pintures murals a l'oli d'Antoine Sublet sobre el model de la Sainte-Chapelle a París.
- El claustre de pur estil romànic data del s. XII, va ser remodelat al s. XVII.

## Protecció
L'abadia està classificada com a monuments històrics per primera vegada per un decret del 25 de novembre de 1921 relatiu al claustre i la capella; llavors es registra per un decret del 13 de març de 1995, relatiu a les façanes i cobertes dels edificis, els murs circumdants, les torres, la cisterna, la capella de Saint-Michel, les estances situades al voltant del claustre (sala capitular, saló, refectori, sagristia) i l'església abacial.
Finalment, tota l'església abacial està classificada per una ordre del 5 de juny de 2015.

## Galeria

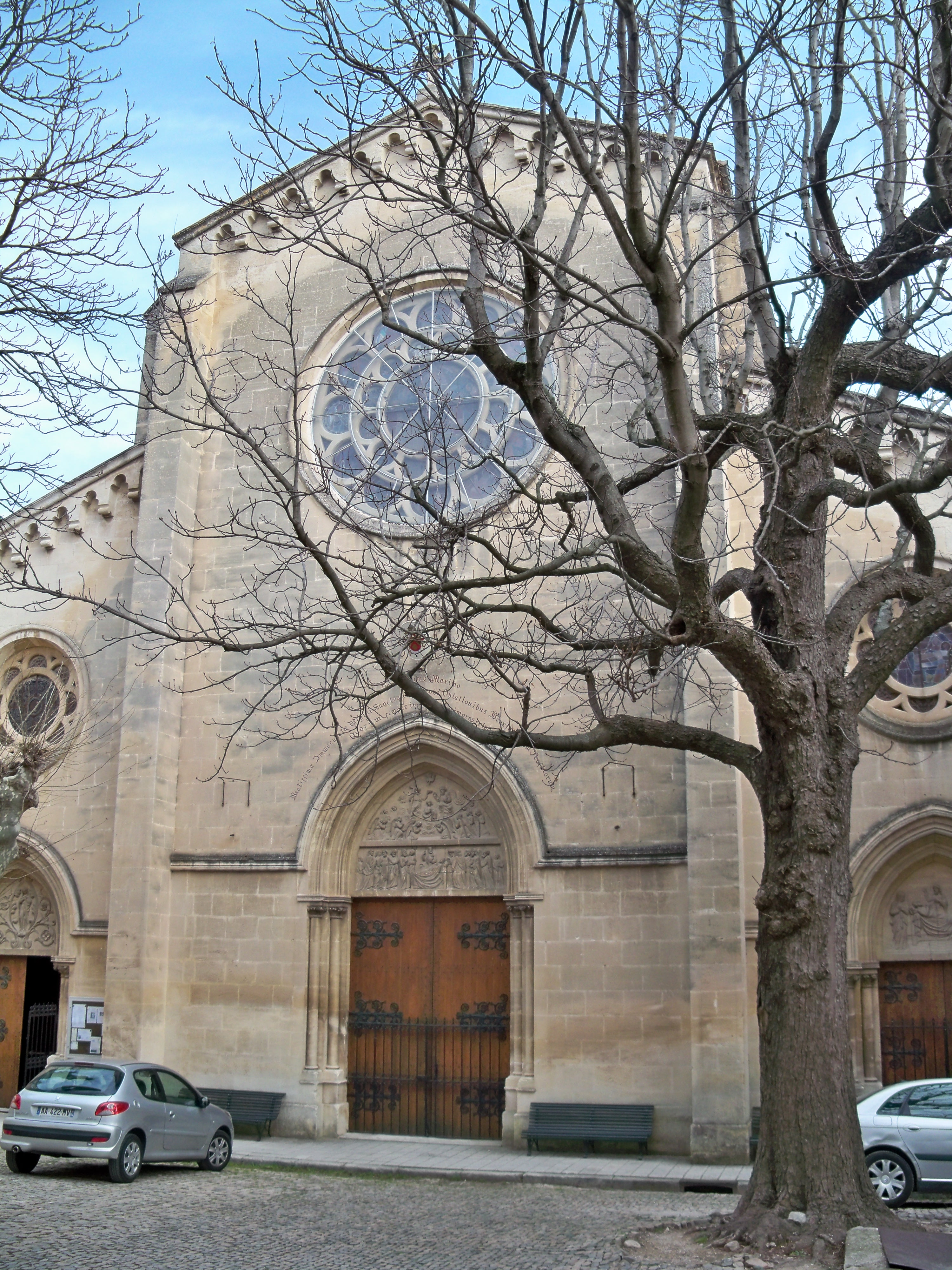
Façana de la Basílica de la Immaculada Concepció.
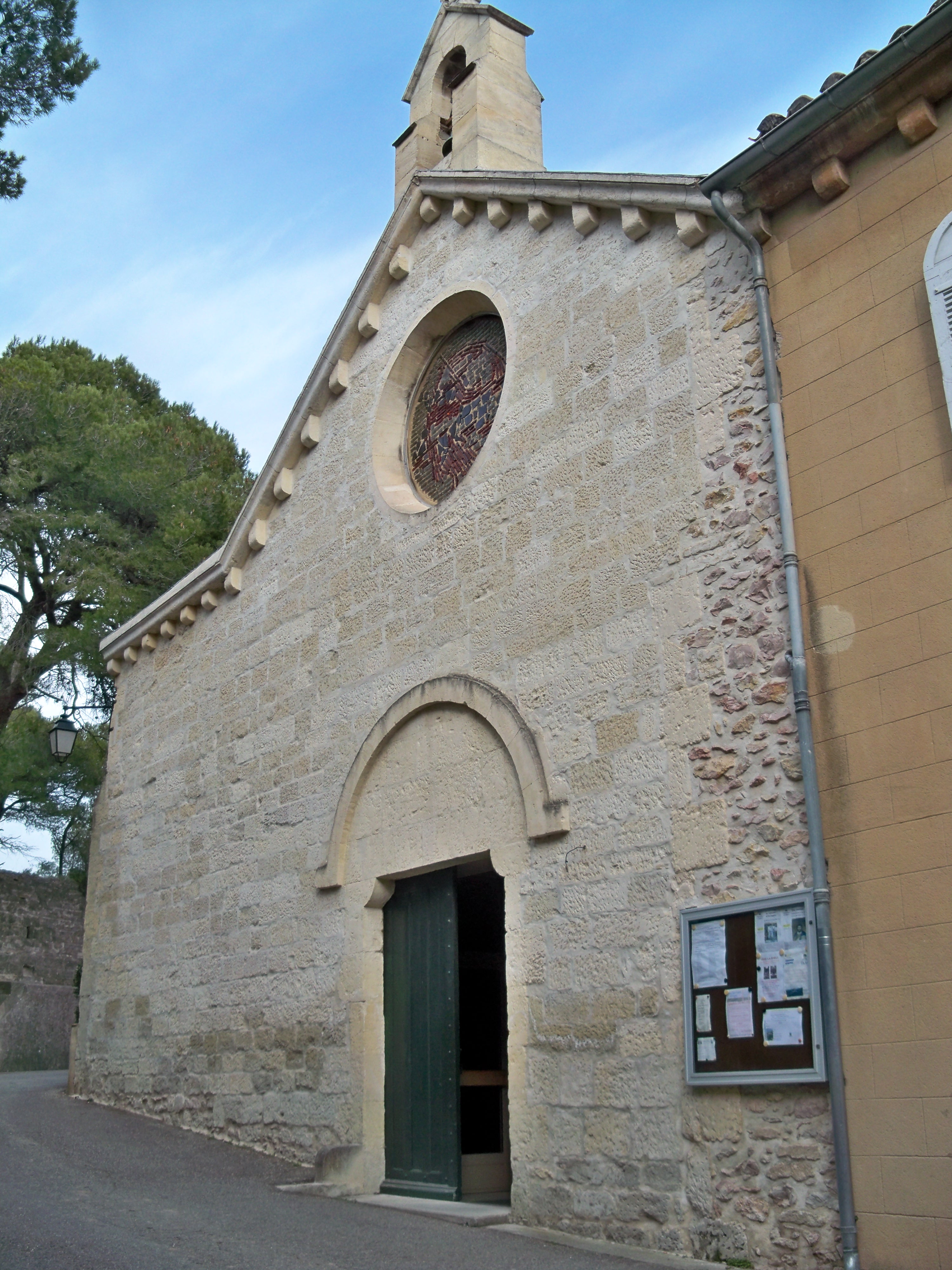
Façana de l'església de Saint-Michel.
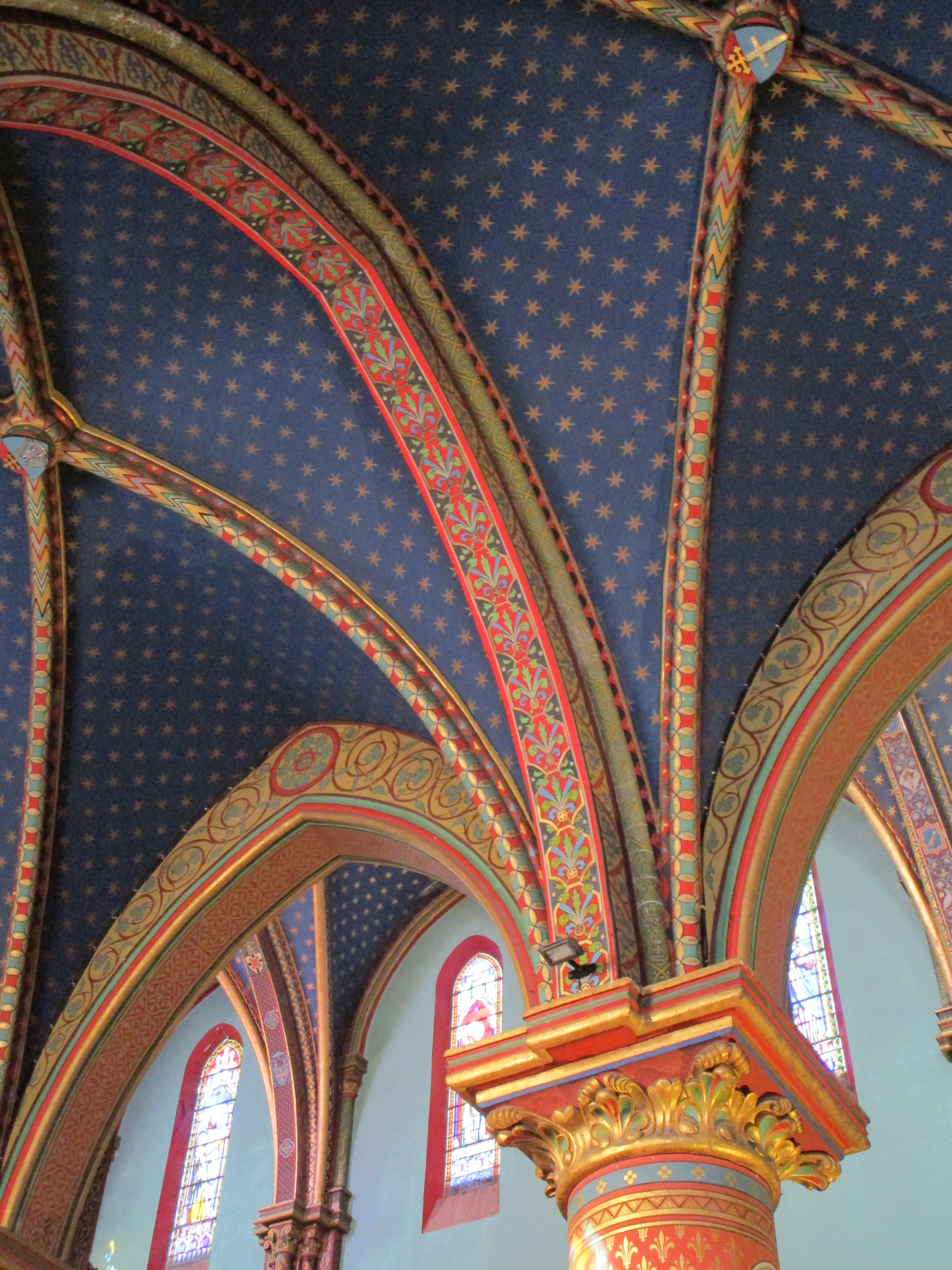
Detall de les voltes de la Basílica de la Immaculada Concepció.
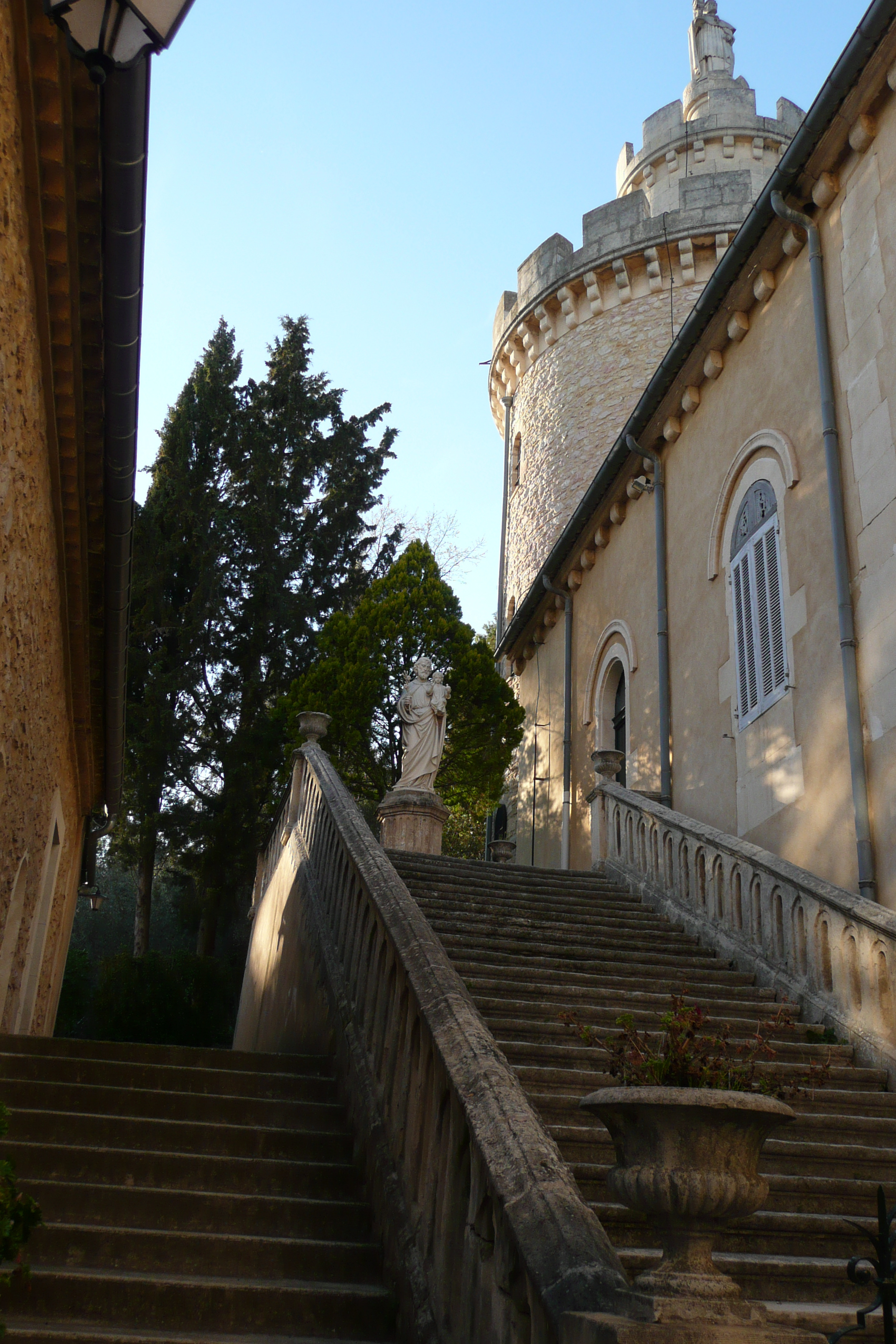
Abadia de Saint Michel de Frigolet.
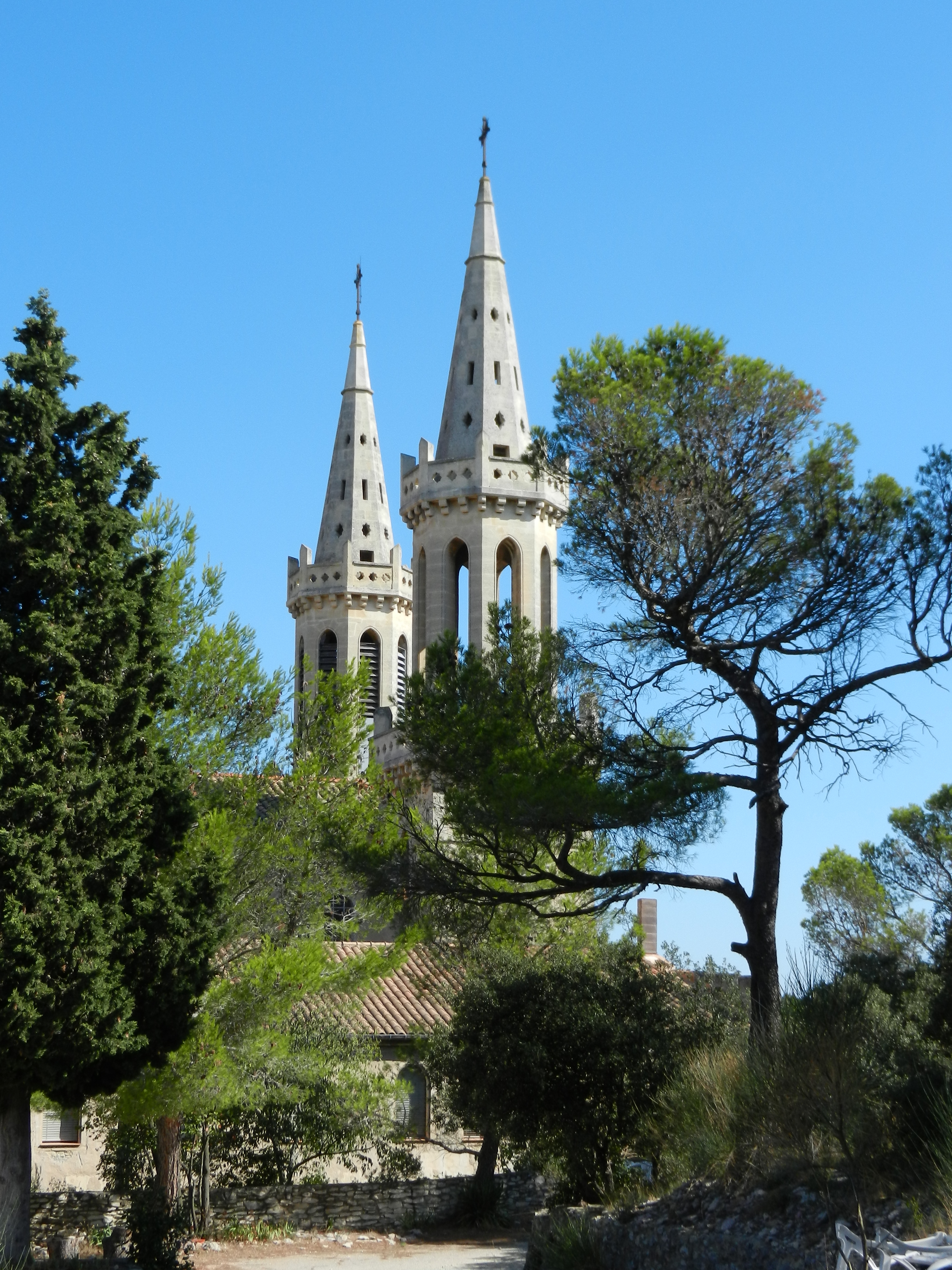
Campanars de la basílica.
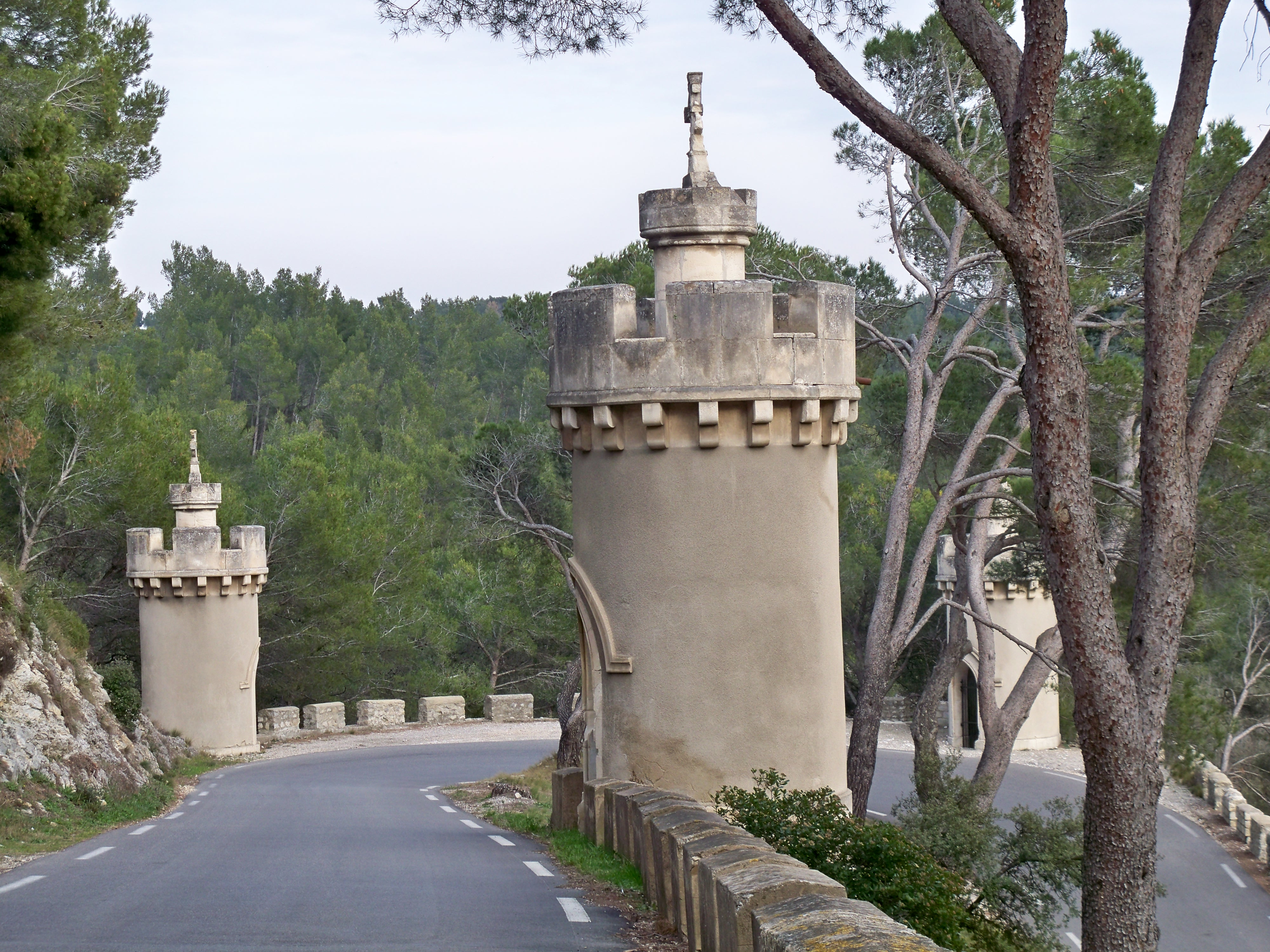
Al camí d'accés a l'abadia hi ha un Via Crucis format per torretes.
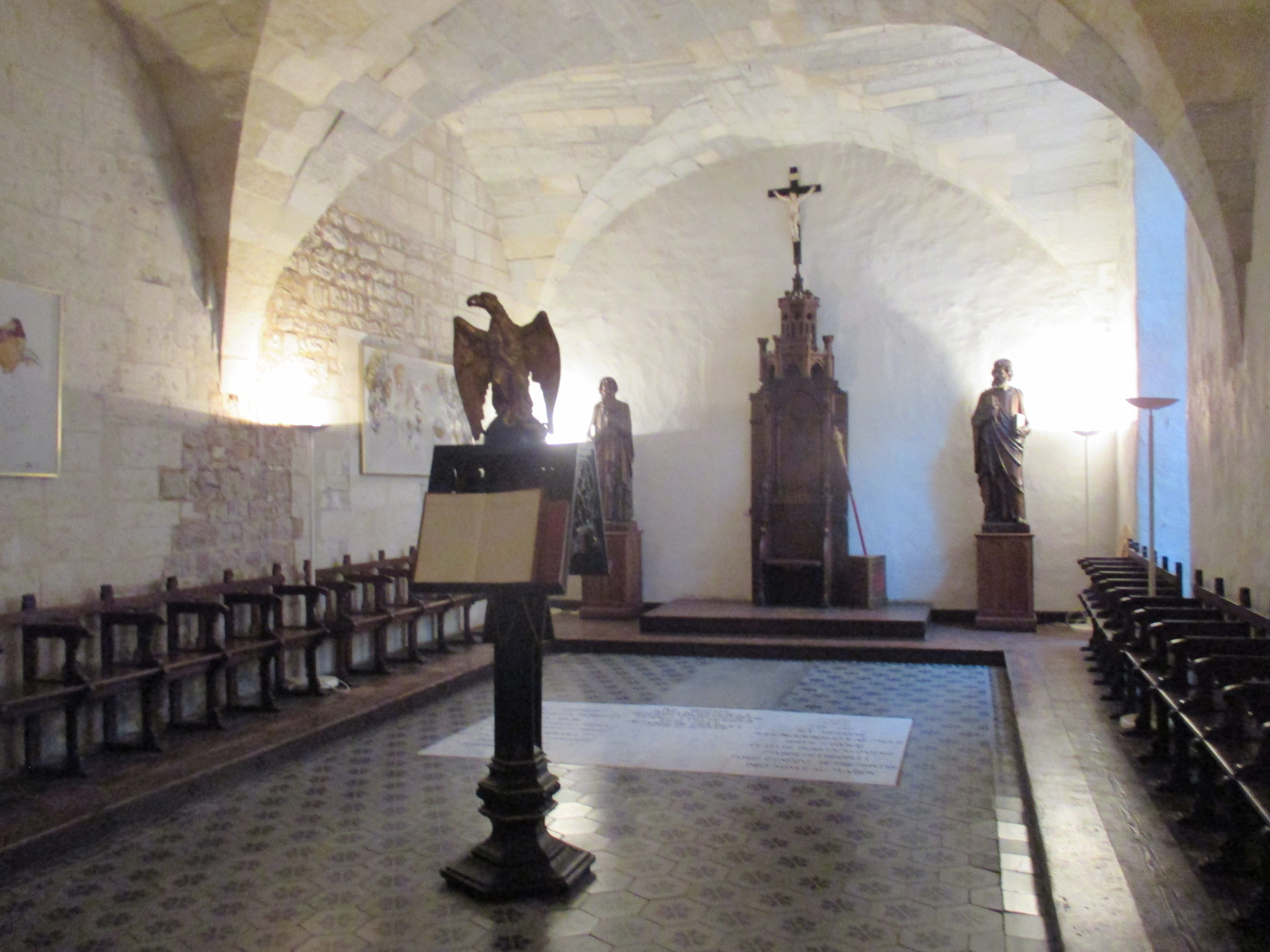
Sala Capitular.
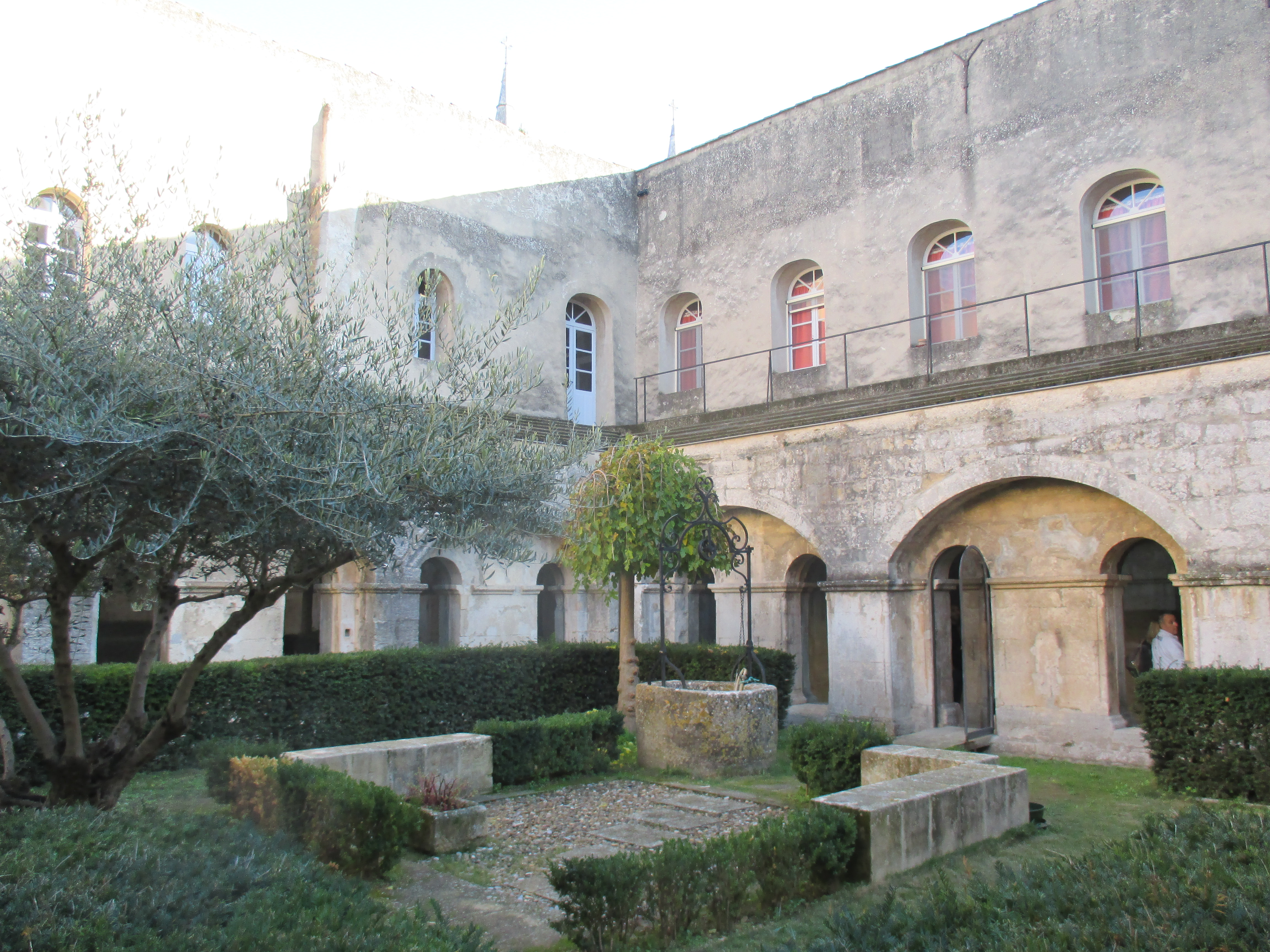
Claustre
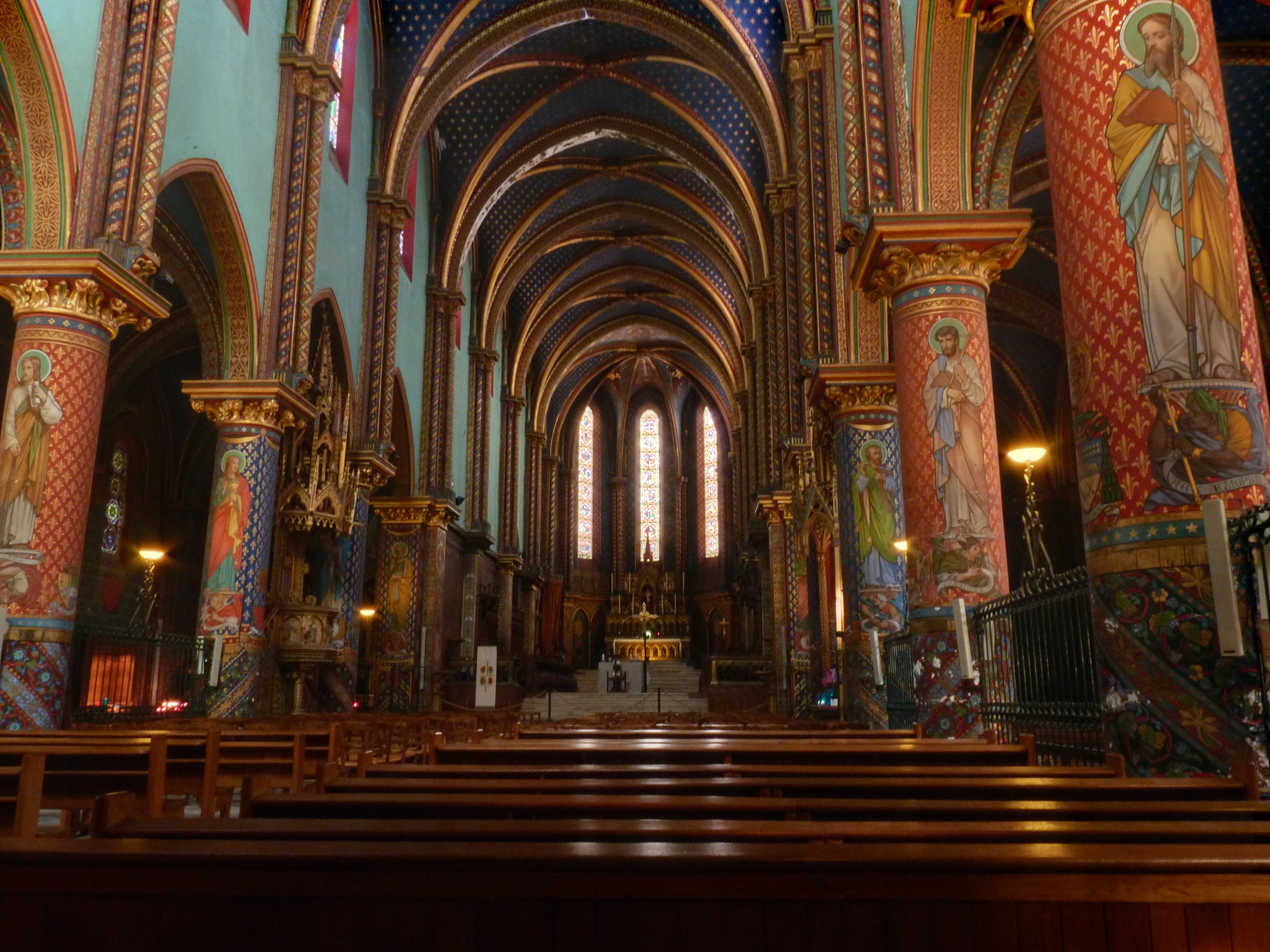
Interior de l'església abacial.
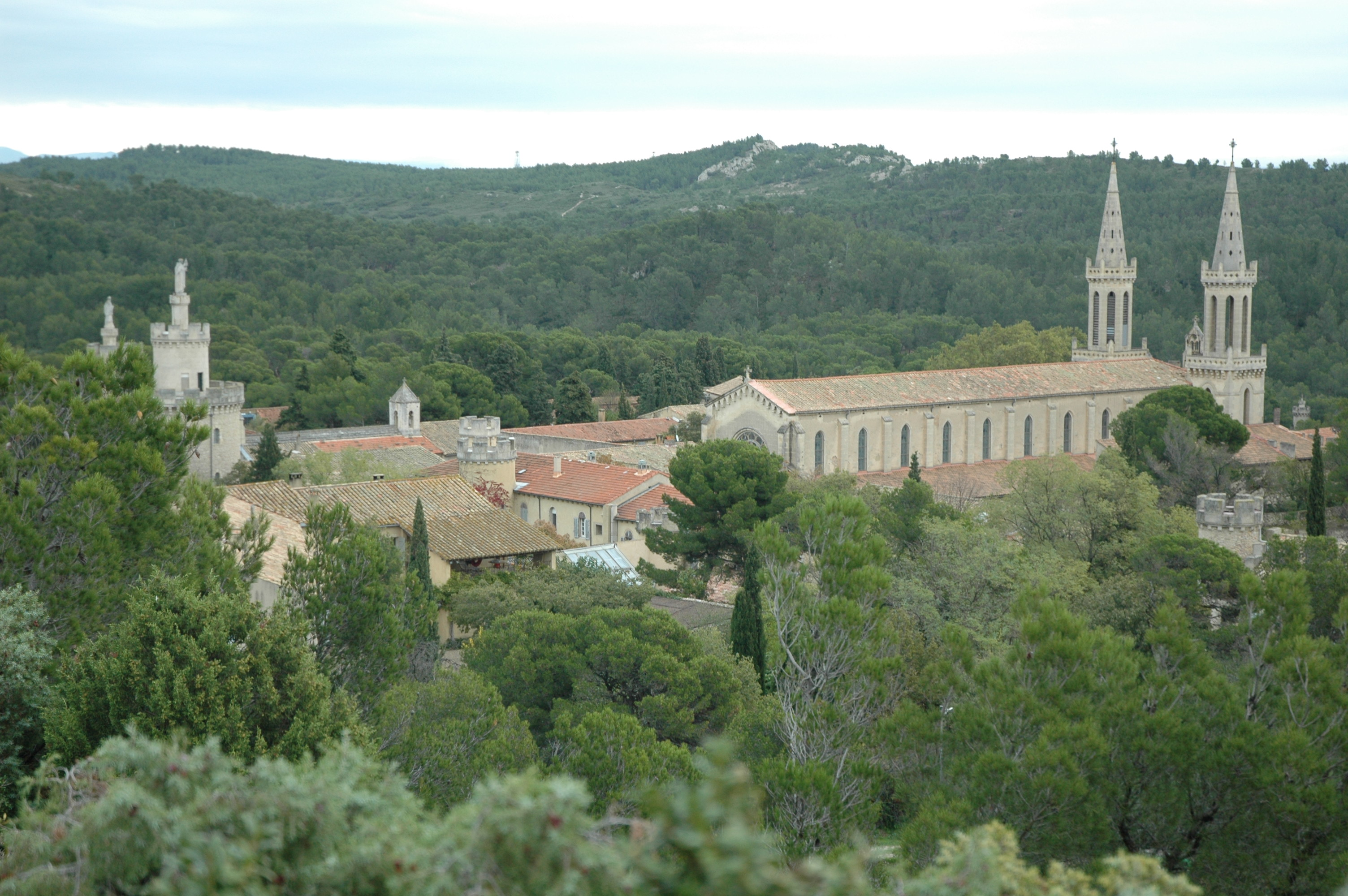
Abadia de Saint-Michel de Frigolet, prop de Tarascon.
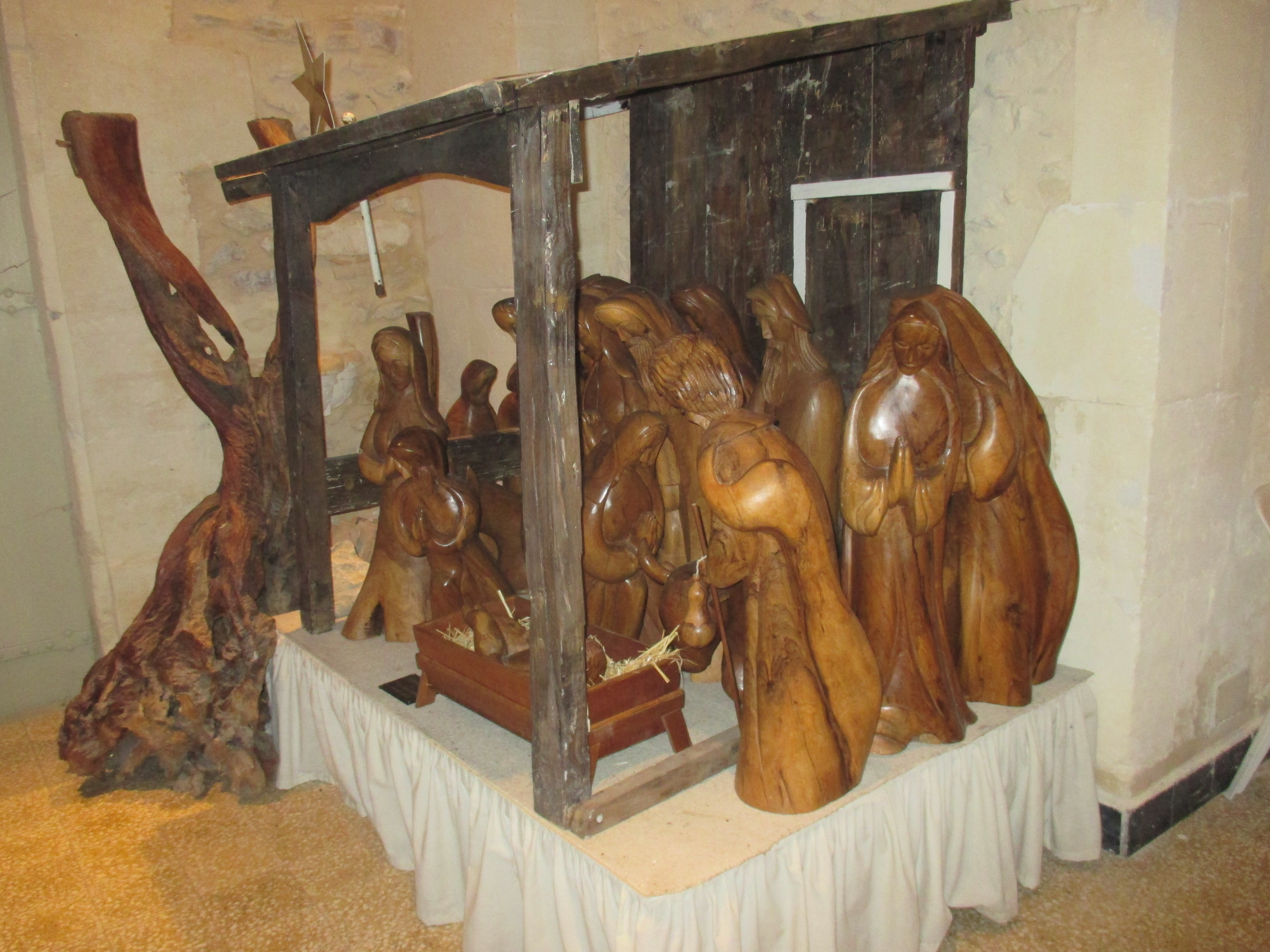
Nadal a Frigolet
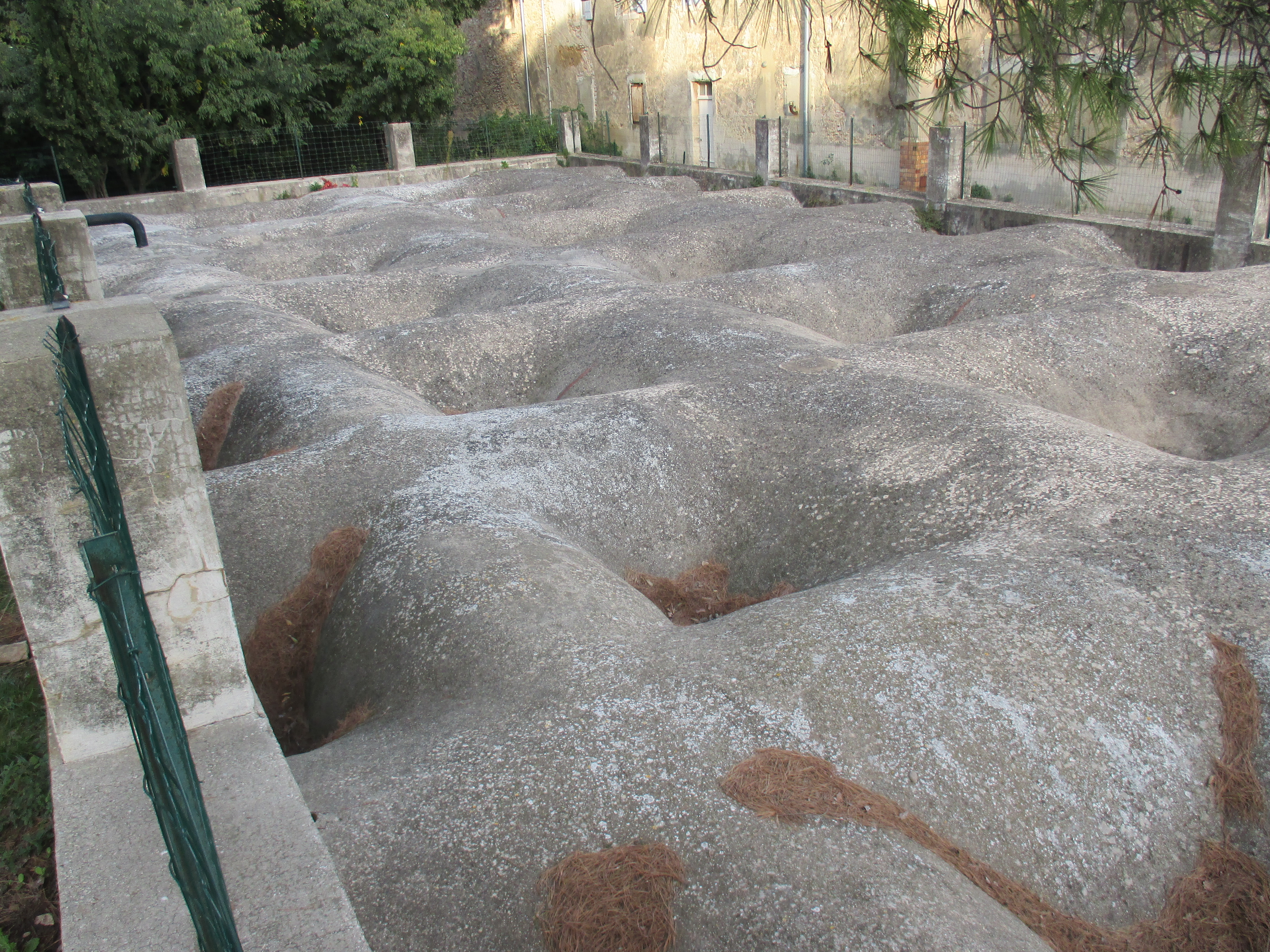
Cisterna de l'abadia Saint-Michel-de-Frigolet